# Gesellschaft für Geschichte des Weines
Die Gesellschaft für Geschichte des Weines e. V. (GGW) ist ein deutscher gemeinnütziger Verein zur Förderung, Erforschung und Dokumentation der Geschichte des Weines und der Weinkultur.
Die Gesellschaft wurde am 16. Januar 1959 gegründet. Ihr Hauptziel geht aus dem Namen hervor, gleichzeitig soll jedoch auch der Sinn für das Kulturgut Wein heute und das allgemeine historische Bewusstsein vertieft werden. Das Ziel wird verfolgt durch vielfältige Kontakte zu Behörden, Versuchs- und Lehranstalten für Weinbau, Bibliotheken, Archiven, Museen und Fachverlagen und einschlägigen Verbänden des Weinbaus, des Weinhandels, der Schaumweinkellereien und Weinbrennereien, die idealerweise Mitglieder der Gesellschaft sind.
Die GGW wird präsidiert von Andreas Otto Weber, Vizepräsident ist Jürgen Sigler. Die Geschäftsführung obliegt Ruth Lehnart. Der Vorsitz des Wissenschaftlichen Beirats obliegt seit dem 18. September 2021 Rudolf Nickenig. Am 31. Dezember 2023 hatte die Gesellschaft 546 Mitglieder aus dem gesamten deutschsprachigen Raum, die sich aus Institutionen, Unternehmen der Weinwirtschaft und Einzelpersonen zusammensetzen.

## Bibliographie zur Geschichte und Kultur des Weines
Die GGW ermöglicht auf ihrer Website Zugang zu BiblioVino, einer Bibliographie zur Geschichte und Kultur des Weines. Diese Weinbibliographie wurde von der GGW begründet und von Renate Schoene (Bibliotheksamtsrätin i. R.) aufgebaut und bis 2013 betreut. Nach einer Übergangsphase wird sie nun vom Landesbibliothekszentrum Koblenz im Auftrag der GGW bibliothekarisch und technisch weitergeführt.
Die online zugängliche Datenbank löste die gedruckte 2. Auflage der Bibliographie zur Geschichte des Weines mit 14.713 Weintiteln ab, für die am 31. Dezember 1986 Redaktionsschluss war. Der Berichtszeitraum der verzeichneten Weinschriften erstreckt sich von 1471 bis heute. Die Bibliographie wird laufend mit vornehmlich neuem deutschsprachigen und älterem Weinschrifttum ergänzt und umfasste zum 9. April 2024 39.952 Titel. Zusätzlich werden mehr als 270 Weinzeitschriften nachgewiesen.
Die Bibliographie erfasst neben Quelleneditionen besonders
- Diplomarbeiten
- Dissertationen
- Inkunabeln
- Monografien
- Publikationen
- Lehrbücher
- Wein-Lexika
- Wein-Krimis
- Wein-Comics
- Festschriften von Weinkellereien und Zulieferern
- Weinzeitschriften
- Aufsätze aus Zeitschriften, Zeitungen und Sammelwerken

Aufgelistet werden selbstständige und unselbstständige Publikationen zur Geschichte und Kultur des Weines, zum Weinanbau, Weinbereitung, Weingenuss, Weinwirtschaft, Weinrecht und über alle wichtigen Anbaugebiete der Welt.
Ferner werden vollständig digitalisierte Bücher und Zeitschriftenaufsätze verlinkt, so dass per Mausklick sofort der gesamte Text eingesehen werden kann.

## Schriften zur Weingeschichte
Die Gesellschaft für Geschichte des Weines gibt Forschungsergebnisse zur Weingeschichte in der Reihe «Schriften zur Weingeschichte» heraus.
Folgende Bereiche werden abgedeckt:
- Regionale Weingeschichte Deutschlands
- Regionale Weingeschichte Europas
- Regionale Weingeschichte außerhalb Europas
- Weinbau in der Antike und im Mittelalter
- Geschichte der Rebsorten
- Terminologie und Lagenbezeichnungen
- Weinbautechnik und Rebschutz
- Kellerwirtschaft und Weinbehandlung
- Weinhandel, Weinwerbung und Weinrecht
- Weinkultur und Weingenuss
- Persönlichkeiten der Weinkultur
- Wein und Gesundheit
- Sekt, Champagner, Schaumwein
- Weinbrand
- Geschichte der GGW
- Sonstige Themen: Brauchtum, Flaschen, Münzen usw.

Die Liste der Veröffentlichungen umfasst bis zum Jahr 2021 203 Nummern und ist auf der Webseite der GGW verfügbar.

## Persönlichkeiten der Weinkultur
Ebenfalls zugänglich auf der Website der GGW ist eine zwischenzeitlich auf 600 Einträge angewachsene Sammlung von Kurzbiographien bedeutender Persönlichkeiten der Weinkultur vorwiegend deutscher Sprache und Herkunft.

## Sammlungen
Es existieren Sammlungen von Fachliteratur, historischen Weinetiketten sowie Münzen, Briefmarken und Ex-Libris mit Weinmotiven. Die Fachliteratur (ca. 2.730 Buchtitel, 35 Zeitschriftentitel) ist Bestandteil der Hauptbibliothek der Hochschule Geisenheim, wo sich auch das Archiv der Gesellschaft mit den Sammlungen befindet. Die Münzsammlung befindet sich im Museum für Weinkultur in Deidesheim.

## Mitteilungen
Die GGW publiziert jährlich zwei bis drei Mitteilungen mit Buchbesprechungen und Berichten über die jährlichen Veranstaltungen sowie mit zahlreichen Fachbeiträgen zu aktuellen Forschungsergebnissen und Vereinsaktivitäten.